# Fritz Bange
Fritz Daniel Bange, född den 7 juli 1885 i Göteborg, död där den 11 maj 1959, var en svensk skulptör och ciselör.
Bange avlade studentexamen i Göteborg 1904 och studerade därefter vid Chalmers ett par år för att utbilda sig till ingenjör. Han övergav ingenjörsplanerna och studerade konst vid Valands målarskola för Carl Wilhelmson 1906-1908 och vid Matisses målarskola i Paris 1909-1910. Tillsammans med Carl Kylberg gjorde han en studieresa till Italien 1914, senare företog han studieresor på egen hand till Frankrike, Nederländerna och Belgien där han färdades runt på en cykel (han var i sin ungdom en framstående tävlingscyklist). Han var mycket sparsam med utställning av sina målningar och ställde endast ut med några fåtal porträtt. Vid en brand 1939 på gamlas Skeppsbron i Göteborg förintades merparten av hans produktion av bildkonst. Som målare tillhörde han kretsen kring Arosenius. Genom sitt bekantskap med Bror Chronander kom han mer och mer att arbeta som skulptör, och tillsammans med Chronander utförde han reliefer till Masthuggskyrkan 1918. Bland hans övriga arbeten märks skulpturen Nocturne som 1918 skänktes till Göteborgs orkesterförening av en privatperson. Vid gamla Konserthusets brand räddades skulpturen och är numera placerad i Konserthuset vid Götaplatsen samt två reliefer som han utförde till Transatlantics nybyggnad vid Packhusplatsen i Göteborg 1942-1943. Vid sidan av sitt eget skapande var han under en period verksam som teckningslärare och under många år justerare av mål, mått och vikt i Älvsborgs län. Bange finns representerad vid bland annat Göteborgs konstmuseum och Nationalmuseum i Stockholm. Han är begravd på Västra kyrkogården i Göteborg.